# Carl Ludwig von Bar
Carl Ludwig von Bar, född 24 juli 1836 i Hannover, död 20 augusti 1913 i Folkestone, var en tysk jurist.
Bar blev 1866 professor vid Rostocks universitet, kallades 1868 i samma egenskap till Breslau och blev 1879 professor i straffrätt och processrätt vid Göttingens universitet. Han var 1890–93 ledamot av tyska riksdagen, där han tillhörde Tysk-frisinnade partiet. Han var även medlem av skiljedomstolen i Haag.
Bar var en auktoritet på den internationella privaträttens område. Han ivrade för införande av muntligt förfarande och för framåtskridande i human riktning på straffrättens område. Hans kriminalistiska kasualitetsteori bearbetades av nordiska forskare (Bernhard Getz och Carl Goos).